# Кривавий приплив (фільм)
Кривавий приплив (англ. Blood Tide) — грецько-британський фільм жахів.

## Сюжет
Мисливець за скарбами любитель-археолог по імені Фрай займається підводними пошуками біля невеликого грецького острівця. Одного разу він наштовхується на печеру, завалену камінням. Сам того не підозрюючи, Фрай відкриває прохід і тим самим випускає на волю страшного монстра. Чудовисько з'являється на березі острова і вбиває подругу Фрая. Засмучений шукач пригод звертається за допомогою до заїжджого героя з Америки на ім'я Ніл, який приїхав на острів у пошуках своєї давно зниклої сестри Мадлен.

## У ролях
| Актор               | Роль         |
| ------------------- | ------------ |
| Джеймс Ерл Джонс    | Фрай         |
| Хосе Феррер         | Нерей        |
| Ліля Кедрова        | сестра Анна  |
| Мері Луїз Веллер    | Шеррі Грайс  |
| Мартін Коув         | Ніл Грайс    |
| Лідія Корнелл       | Барбара      |
| Дебора Шелтон       | Мадлен Грайс |
| Софія Сейрлі        | сестра Елейн |
| Деспіна Томазані    | мати Лети    |
| Ранія Фотіоу        | Лета         |
| Спірос Папафрантціс | Діонісіс     |
| Іріні Тріпкоу       | незаймана    |
| Аннабел Скофілд     | Віккі        |